# Lepidomicrosorium microsorioides
Lepidomicrosorium microsorioides là một loài thực vật có mạch trong họ Polypodiaceae. Loài này được (W.M. Zhu) Ching & W.M. Chu miêu tả khoa học đầu tiên năm 1983.